# Ivan Gundulić
Ivan Gundulić, olaszul: Giovanni Francesco Gondola, szerbül: Иван Гундулић (Raguza, 1588. augusztus 8. – Raguza, 1638. december 8.) horvát költő.

## Életútja és munkássága

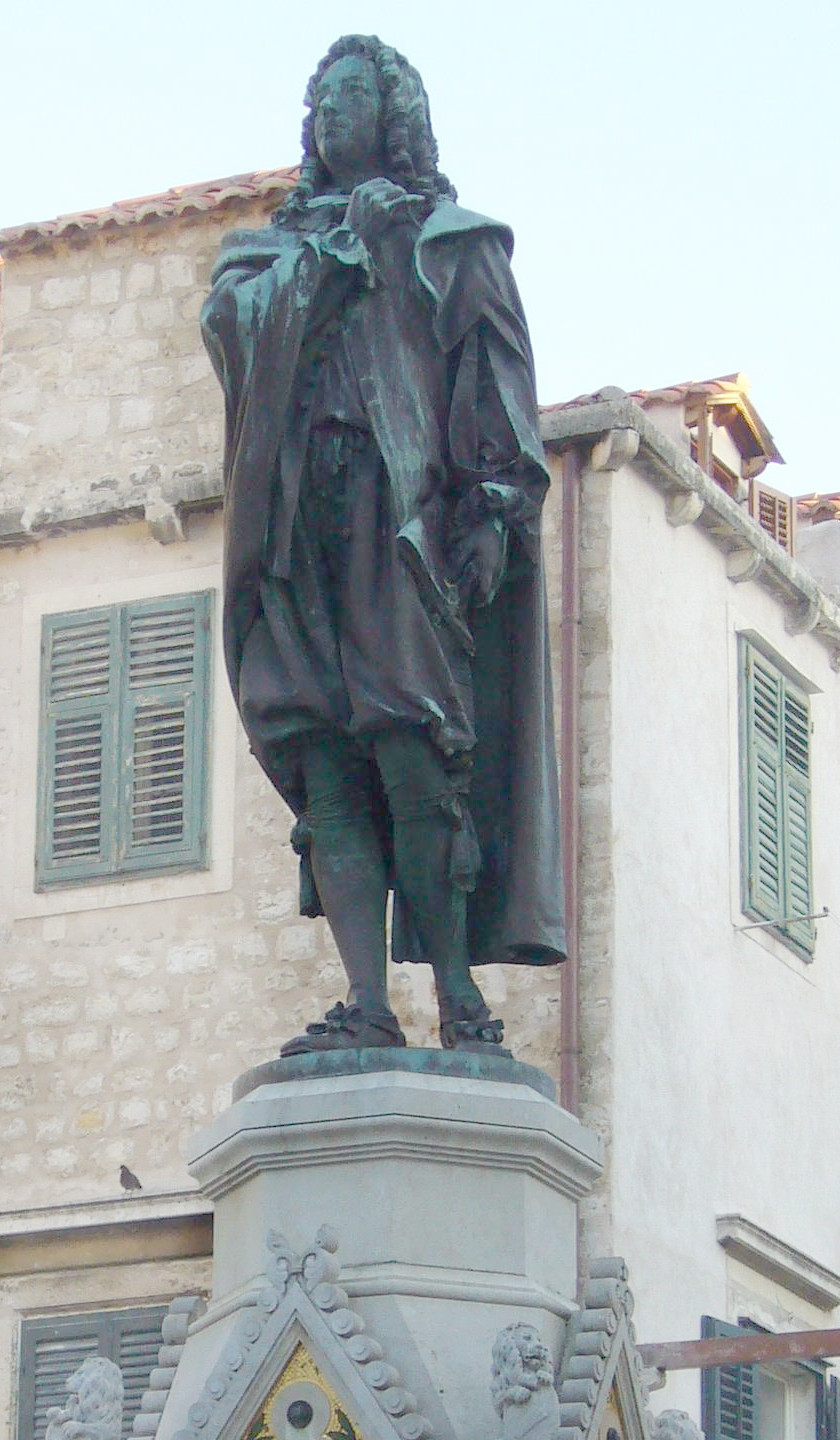
Szobra Dubrovnikban

Nemesi családból származott. Fiatalkori műveiből kevés maradt csak fenn. Munkássága a reneszánsz hagyományt folytatja, ám első jelentős munkája, a Pjesni pokorne kralja Davida (1621, Dávid király bűnbánó énekei) már a barokk szellemiséget képviseli. Gundulić-csal a raguzai költészet fénypontját elérte. Lírai, drámai és epikus munkái az alak tökéletessége és a nyelv szépsége által annyira kitűnnek, hogy egyes vélekedések szerint őt sem előtte, se utána senki sem múlta fölül. Gundulić a szlávok első drámai irója volt. Drámái közül nevezetesebbek: Arijadna, Proserpina, Kleopatra és Dubravka, utóbbit a horvát színházakban gyakran előadták. Lírai költeményei közül megemlítendők: Suze sina razmetnoga (1622, Az elveszett fiú könnyei), amely az első horvát vallásos poéma. Legfőbb műve, amit egyúttal kitűnőbb munkájának tartanak azonban Osman című 20 énekben írt eposza (megjelent Raguzában 1626-ban és később többször, Zágrábban 1854-ben), melynek tárgya az 1621. évi lengyel-török háború és II. Oszman szultán viselt dolgai. A költemény az akkori olasz eposz alakját követi és a délszláv irodalomban nagy tekintélynek örvend. Először 1826-ban adták csak ki. Az eposz 14. és 15. éneke elveszett és P. Sorkocević, továbbá M. Zlatarić és később Ivan Mažuranić kiegészítette. Gundulić még meglevő munkáinak összes kiadását Pavić rendezte (Zágráb, 1877).